# Stesichora titania
Stesichora titania är en fjärilsart som beskrevs av Kirsch. Stesichora titania ingår i släktet Stesichora och familjen Uraniidae. Inga underarter finns listade i Catalogue of Life.